# Eva Borgström
Eva Borgström, född 1955, är en svensk professor och universitetslektor i litteraturvetenskap vid Göteborgs universitet.
Hon har arbetat på Nationella sekretariatet för genusforskning och som post doctorate vid University of California, Berkeley. Vid Göteborgs universitet har hon varit forskarassistent vid Humanistiska fakulteten och lektor vid dåvarande Institutionen för genusvetenskap. Hon har varit redaktör för eller ingått i redaktionen för flera genusvetenskapliga publikationer och tidskrifter, bland andra Tidskrift för genusvetenskap, Nora – Journal of Feminist and Gender Research och Lambda Nordica. Vid sidan om sitt arbete är hon verksam som vissångare och visdiktare och har bland annat utgivit två CD, Utflykter 2010 och Sju feta år 2012.
Borgström har genomfört ett längre forskningsprojekt om kärlek mellan kvinnor som motiv i svensk litteratur 1830–1935 som förutom artiklar och föreläsningar resulterade i böckerna Berättelser om det förbjudna. Begär mellan kvinnor i svensk litteratur 1900–1935 (2016) och Kärlekshistoria. Begär mellan kvinnor i 1800-talets litteratur (2008). Även litteraturantologin Två berättelser om kärlek (2006) är ett resultat av detta projekt liksom antologin Den moderna homofobin (2011). I den senare antologin skriver författare med erfarenhet från akademin, kyrkan, idrotten och folkrörelserna om homofobiska föreställningar och maktmekanismer som finns kvar i vårt samhälle trots att Sverige är ett formellt sett jämlikt land.
Borgström har tillsammans med historikern Hanna Markusson Winkvist, redigerat antologin Den kvinnliga tvåsamhetens frirum. Kvinnopar i kvinnorörelsen 1890-1960. Boken handlar om kärlek och familjebildning mellan kvinnor i rösträttsrörelsen. Tidigare har hon redigerat bland annat antologierna Makalösa kvinnor. Könsöverskridare i myt och verklighet (2002) och Romantikens kvinnor. Studier i det tidiga 1800-talets litteratur (1990).